# Pravěká archeologie
Pravěká archeologie je podoborem archeologie, který se zabývá obdobím v lidských dějinách před vznikem písma. Z toho vyplývá, že v různých částech Evropy je přechod mezi pravěkem a dobou historickou absolutně chronologicky určen jinak. V západní Evropě je přechod k době historické určen odchodem Římanů z kolonií. Ve střední Evropě rozlišujeme ještě dobu protohistorickou, tj. období, kdy o společnosti žijící ve střední Evropě máme omezené znalosti z písemných pramenů vzniklých na území starověkých civilizací, tj. hlavně ve Středozemí.